# Lovely
«Lovely» (стилизовано как lovely; с англ. — «замечательно») — песня американских певицы Билли Айлиш и певца Халида, вышедшая 19 апреля 2018 года для официального саундтрека второго сезона драматического телесериала от Netflix «13 причин почему». Песня была включена в расширенное издание мини-альбома Айлиш, Don’t Smile at Me (2017).

## История
Песня написана Айлиш вместе с Халидом и со своим братом, музыкантом и продюсером Финнеасом О’Коннеллом.
В интервью с Зейном Лоу на Beats 1 Айлиш объяснила, что вдохновило её на название трека: «Мы назвали её так, потому что песня была чертовски депрессивной, и тогда это было похоже на „о, как мило“, просто воспринимать всё ужасное так, будто это здорово. Я так счастлива быть печальной».

## Композиция
Музыкальные журналисты описывают «Lovely» как поп-балладу в стиле аутсайдер. Согласно нотам, опубликованным Universal Music Publishing Group на Musicnotes.com, песня написана в тональности ми минор с умеренно быстрым темпом 115 ударов в минуту; её аккордовая прогрессия следует базовой последовательности Cmaj7-Em-Bm. Трек отличается минималистским продакшеном, который состоит из фортепиано, скрипичных струнных, предоставленных Мэдисон Лейнстер, и ударных. Айлиш рассказала Зейну Лоу о работе с Халидом и о том, как создавался трек: «Скажу одно: когда мы писали эту песню, было круто то, что мы не собирались идти в студию и писать хит. Он просто приходил, и мы тусовались. Мы с братом тусовались с Халидом у нас дома, и это было буквально так, как будто мы тусовались как друзья, и в итоге мы написали песню».

## Отзывы
«Lovely» была встречена широким признанием критиков. Джон Блистейн, написавший рецензию для журнала Rolling Stone, назвал «Lovely» «тлеющей балладой». Раиса Брунер из The Times описала песню как «мрачную» и «завораживающую», написав: «[в] тёмных, задумчивых текстах мало поводов для празднования, но всё же „Lovely“ находит прекрасные звуки в этом болезненном месте». Майк Нид из Idolator похвалил продакшн, назвав струнные «душераздирающими», а продакшн «атмосферным». Робин Мюррей, писавший для Clash, описал трек как «сингл, потрясающий интернет», и «смелый, дерзкий жест». Дэвид Смит из Evening Standard описал вокал Айлиш и Халида в «Lovely» как «грандиозный дуэт».

## Музыкальное видео
Музыкальное видео для трека было выпущено в апреле 2018 года с участием Халида и спустя неделю после релиза самого сингла. Режиссёр Taylor Cohen. В нём показаны два певца, запертые в стеклянной коробке (гигантском кубе). Внутри коробки начинается дождь, и вода замерзает. Когда лёд тает, коробка оказывается пустой. К июню 2019 видеоклип песни просмотрели более 350 млн раз на канале YouTube.

## Чарты
| Чарт (2018—2024)                           | Высшая позиция |
| ------------------------------------------ | -------------- |
| Австралия (ARIA)                           | 5              |
| Австрия (Ö3 Austria Top 40)                | 60             |
| Бельгия/Фландрия (Ultratip Bubbling Under) | 7              |
| Бельгия/Валлония (Ultratip Bubbling Under) | 13             |
| Канада (Billboard Canadian Hot 100)        | 46             |
| Чехия (Singles Digitál Top 100)            | 32             |
| Франция (SNEP)                             | 17             |
| Германия (GfK)                             | 78             |
| Венгрия (Single Top 40)                    | 12             |
| Венгрия (Stream Top 40)                    | 33             |
| Ирландия (IRMA)                            | 25             |
| Нидерланды (Single Top 100)                | 55             |
| Новая Зеландия (Recorded Music NZ)         | 4              |
| Норвегия (VG-lista)                        | 39             |
| Португалия (AFP)                           | 14             |
| Шотландия (OCC Scotland)                   | 91             |
| Словакия (Singles Digitál Top 100)         | 33             |
| Швеция (Sverigetopplistan)                 | 51             |
| Швейцария (Schweizer Hitparade)            | 46             |
| Великобритания (OCC UK Singles)            | 47             |
| США (Billboard Hot 100)                    | 64             |
| США Rolling Stone Top 100                  | 80             |

| Чарт (2018)                        | Позиция |
| ---------------------------------- | ------- |
| Австралия (ARIA)                   | 41      |
| Новая Зеландия (Recorded Music NZ) | 26      |

| Чарт (2019)                        | Позиция |
| ---------------------------------- | ------- |
| Австралия (ARIA)                   | 47      |
| Дания (Tracklisten)                | 82      |
| Латвия (LAIPA)                     | 13      |
| Новая Зеландия (Recorded Music NZ) | 39      |
| Швеция (Sverigetopplistan)         | 72      |
| США Rolling Stone Top 100          | 62      |

## Сертификации
| Регион | Сертификация     | Продажи    |
| --- | ---------------- | ---------- |
| Австралия (ARIA) | 13× Платиновый   | 910 000    |
| Австрия (IFPI Austria) | 3× Платиновый    | 90 000     |
| Бразилия (ABPD) | 4× Бриллиантовый | 640 000    |
| Канада (Music Canada) | Бриллиантовый    | 800 000    |
| Дания (IFPI Danmark) | 3× Платиновый    | 270 000    |
| Франция (SNEP) | Платиновый       | 200 000    |
| Германия (BVMI) | 3× Золотой       | 600 000    |
| Италия (FIMI) | 2× Платиновый    | 200 000    |
| Мексика (AMPROFON) | 3× Платиновый    | 180 000    |
| Новая Зеландия (RMNZ) | 7× Платиновый    | 210 000    |
| Норвегия (IFPI Norway) | 3× Платиновый    | 180 000    |
| Польша (ZPAV) | Бриллиантовый    | 250 000    |
| Португалия (AFP) | 7× Платиновый    | 70 000     |
| Испания (PROMUSICAE) | 3× Платиновый    | 180 000    |
| Великобритания (BPI) | 3× Платиновый    | 1 800 000  |
| США (RIAA) | Бриллиантовый    | 10 000 000 |
| Стриминг |                  |            |
| Греция (IFPI Greece) | 4× Платиновый    | 8 000 000  |
| Швеция (GLF) | 2× Платиновый    | 24 000 000 |
| Данные о продажах + прослушиваниях приведены только на основе сертификации. · Данные только о прослушиваниях приведены на основе сертификации. |                  |            |